# سيميون في. مارسيلو
سيميون في. مارسيلو هو محامي فلبيني، ولد في 21 أكتوبر 1953 في الفلبين.